# ائتلاف کانادایی برای حقوق کودکان
ائتلاف کانادایی برای حقوق کودکان (انگلیسی: Canadian Coalition for the Rights of Children) (CCRC) یکی از اولین گروه‌های حمایت از حقوق کودکان در کانادا است که از سال ۱۹۸۹ آغاز بکار کرده‌است. ائتلاف متشکل از بیش از ۵۰ سازمان غیردولتی است.

## تاریخچه
در سال ۱۹۹۱ شورای حقوق کودکان کانادائی همین نام را بعنوان ائتلاف پذیرفت. ائتلاف (CCRC) در سال ۱۹۹۹ گزارشی بنام «چگونه کانادا پیشرفت می‌کند» انتشار داد و در آن از نحوه رفتار با کودکان در کشور انتقاد شده بود و مشخصاً به رفتار با کودکان معلول اشاره کرده بود. دولت کانادا در سال ۲۰۰۳ دربارهٔ پیوستگی این دولت به کنوانسیون حقوق کودکان سازمان ملل (CRC) از ائتلاف (CCRC) مشورت خواست؛ و این ائتلاف هم خلاصه‌ای از آخرین نسخه وظائف کنوانسیون حقوق کودکان سازمان ملل را برای ترویج این رویکرد حقوق بشری را بین جوانان کانادائی پخش کرد. در سال ۲۰۰۷ ائتلاف (CCRC) یک فراخوان تحت عنوان «کودکان: شهروندان ساکت»، صادر کرد تا حول نقطه نظرات کنوانسیون حقوق کودکان سازمان ملل CRC بحث شود. در سال ۲۰۰۹ ائتلاف (CCRC) دفاعیه عمر قادر در رد اتهامی که نخست‌وزیر کانادا باو زده بود، را تشریح کرد. در سال ۲۰۱۰، ائتلاف (CCRC) در همکاری با YOUCAN (تو می‌توانی) و UNICEF یونیسف کانادا یک جزوه درآورد که در آن دربارهٔ «موافقتنامه وارد کردن کودکان در کشمکش‌های مسلحانه» اطلاع‌رسانی شده‌است. در سال ۲۰۱۱ ائتلاف (CCRC) گزارشی تحت عنوان «حق در اصل، حق در عمل» تنظیم کرد، و آنرا به کمیته حقوق کودکان تقدیم کرد، و در آن توصیه شده بود که چگونه سیاست کلی و عام دربارهٔ حقوق کودکان را ارتقا دهیم.